# Ciocănești (okręg Dolj)
Ciocănești – wieś w Rumunii, w okręgu Dolj, w gminie Dioști. W 2011 roku liczyła 739 mieszkańców.